# Đất sét Nhật Bản

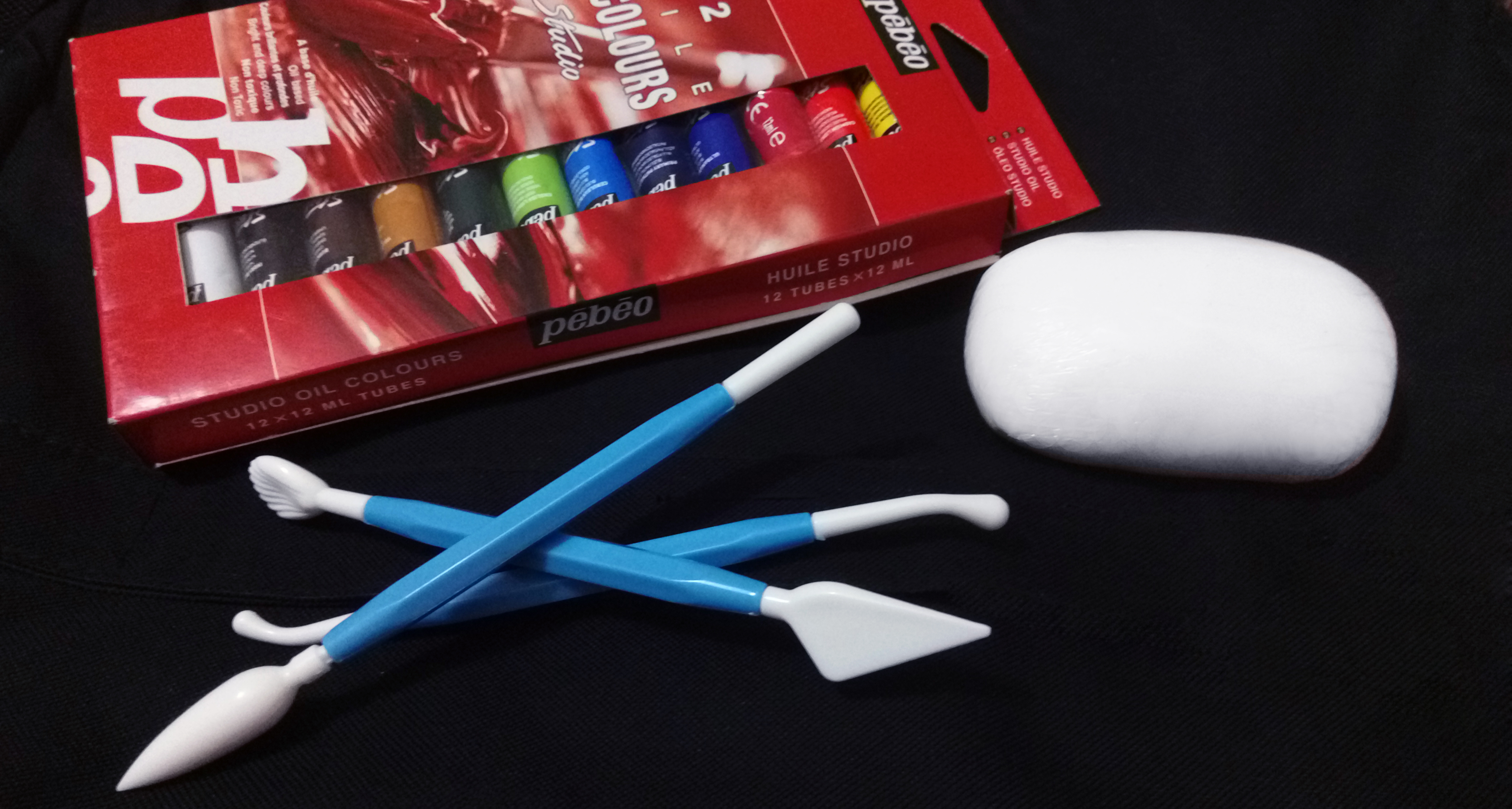
Loại đất sét do Nhật sản xuất

Đất sét Nhật Bản là tên gọi phổ biến của một loại đất sét tự khô bắt nguồn từ xứ sở hoa anh đào. Nghề thủ công ở Nhật đã phát triển hàng trăm năm nổi tiếng với nghệ thuật Gốm Sứ Imari và Arita tuy nhiên do Nhật là một quốc gia thiếu thốn tài nguyên khoáng sản nên những người thợ thủ công sứ đã tìm ra nguyên lý sản xuất một loại đất sét thế hệ mới thay thế các dòng đất sét truyền thống có tên gọi là "Sứ Lạnh". Qua giao thoa văn hóa, loại đất sét mới này được người Việt gọi là "Đất Sét Nhật" còn các nước Phương Tây gọi là Cold Porcelain hoặc Japanese Air Dry Clay.
Không giống như nguyên liệu đất sét thô trong tự nhiên có cấu tạo là phyllosilicat nhôm ngậm nước, Đất Sét Nhật Bản được sản xuất dựa trên thành phần chính là hỗn hợp của các loại bột thực phẩm, keo dán và một số loại phụ gia đặc biệt. Ngoài ra, quá trình nhào trộn nguyên liệu nhanh hay chậm và gia nhiệt ở môi trường nhiệt độ nóng lạnh khác nhau sẽ cho ra thành phẩm có tính ứng dụng khác nhau hoàn toàn.
Trong phần thành cấu tạo có "Keo" nên đặc tính của đất sét Nhật là sau khi tiếp xúc không khí sẽ tự khô lại tùy loại đất sau thời gian từ 1-2 ngày. Khi khô hoàn toàn thì thành phẩm rất cứng (gần như đá) có thể ném vào tường cũng không vỡ, bể. Tuy nhiên điểm yếu của Đất Sét Nhật Bản là chịu nước khá kém do phần bột và keo là hai thành tố chính bị tan khi tiếp xúc với nước.
Có bốn loại Đất Sét Nhật Bản chủ yếu là:
- Đất Đa Năng: có tính ứng dụng tạo hình đa dạng như nặn tượng, làm hoa đất sét, làm mô hình đồ chơi, móc khóa...vv
- Đất Resin: được nhà sản xuất pha thêm tinh chất nhựa thông để hỗ trợ khả năng chịu nước nhưng chỉ chịu được một phần.
- Đất Nhẹ - Siêu Nhẹ: loại đất sét nhẹ như bông dùng để làm hoa đất sét kiểu Nhật hoặc Thái Lan.
- Đất Nặng: dùng để làm búp bê BJD, mô hình nhà cửa chi tiết cao.

Hiện nay có 4 công ty chuyên sản xuất đất sét Nhật phổ biến là: Đất Sét Grace, Đất Sét Nhật Thái, Đất Sét Luna, Đất Sét NewFando.

## Ứng dụng của Đất Sét Nhật Bản

### Nặn tượng & Búp bê

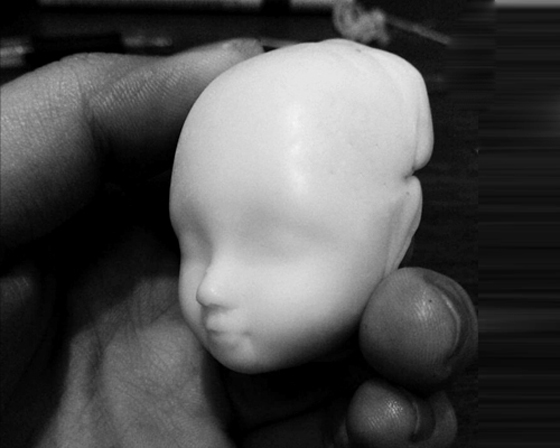
Búp bê làm từ Đất sét Nhật Bản

Đất Sét Nhật Bản được nhiều nghệ nhân thủ công mỹ nghệ dùng để nặn tượng chân dung hoặc búp bê chibi vì tạo hình nhanh, pha màu đơn giản với sơn dầu và acrylic. Ngoài ra có thể ứng dụng đổ khuôn thạch cao giúp tiết kiệm thời gian điêu khắc một tác phẩm.

### Hoa đất sét
Hoa được làm từ Đất Sét Nhật Bản rất giống hoa thật nhưng bền nên được xem là món quà xa xỉ và ý nghĩa trong những dịp lễ quan trọng. Trung bình mỗi chậu hoa đất có giá trung bình 3000 - 5000 yên (khoảng 500.000 - 1.000.000 vnđ) tùy kích thước.

### Trang sức & Đồ chơi
Những mẫu trang sức như vòng tay, dây chuyền, bông tai hoặc đồ chơi móc khóa, minithings làm handmade từ Đất Sét Nhật Bản được giới trẻ các nước Châu Á ưa chuộng.

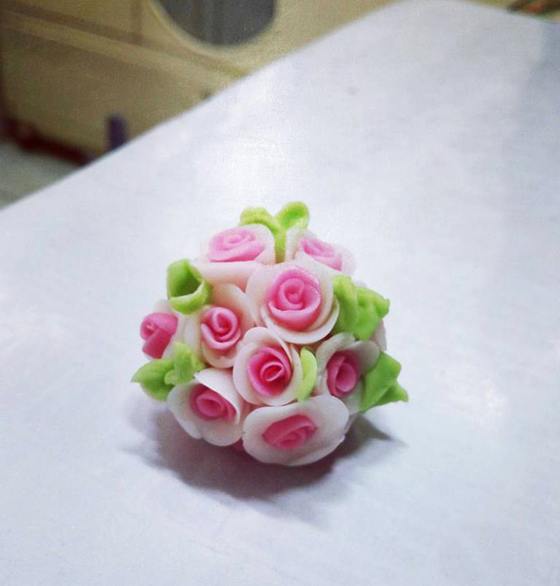
Hoa hồng làm bằng đất sét

### Trang trí nội thất & xây dựng
Trong xây dựng và trang trí nội thất, người ta sử dụng Đất Sét Nhật Bản làm phù điêu, tranh đất 3D treo tường hoặc các mẫu họa tiết decor showroom. Ngoài ra có thể kết hợp với keo sữa để bịt kín các lỗ mối, mọt hoặc dậm vá các khu vực bị vỡ.

### Nghệ thuật gốm sứ

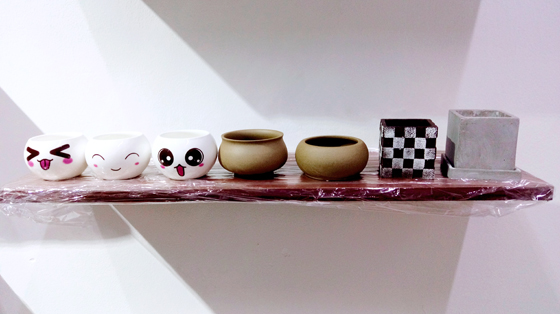
Gốm sứ ngộ nghĩnh làm từ đất sét nhật

Thay thế cho những loại gốm sứ truyền thống sử dụng đất sét nung tốn khá nhiều thời gian trong quá trình chế tác, những người thợ gốm sứ ở Nhật Bản, Thái Lan hoặc thậm chí ở Bát Tràng Việt Nam cũng nhanh chân ứng dụng loại đất sét Nhật trong việc sáng tạo ra những mẫu chậu gốm ngộ nghĩnh và đa dạng.